# Dicyrtoma marmorata
Dicyrtoma marmorata är en urinsektsart som först beskrevs av Alpheus Spring Packard 1873.  Dicyrtoma marmorata ingår i släktet Dicyrtoma och familjen Dicyrtomidae. Inga underarter finns listade i Catalogue of Life.